# Camp de déplacés de Rusayo
Le camp de déplacés de Rusayo, est situé à la périphérie de Goma, dans la province du Nord-Kivu en république démocratique du Congo. Il a été créé pour accueillir les personnes fuyant les combats entre les forces armées de la république démocratique du Congo (FARDC) et les rebelles du M23, ainsi que d'autres groupes armés actifs dans la région. Depuis sa création, le camp est devenu l'un des plus importants de la région, avec une population atteignant environ 100 000 personnes en mai 2024.

## Historique
Le camp de déplacés de Rusayo a vu le jour au début de 2023 à la suite de l'intensification des conflits dans le territoire de Masisi et les environs de Goma. Il est né d'un besoin urgent de reloger des populations fuyant les affrontements entre les forces armées congolaises (FARDC) et les rebelles du M23, ainsi que d'autres milices actives dans la région du Nord-Kivu. Initialement, le camp a accueilli environ 45 000 déplacés en janvier 2023, mais ce chiffre a rapidement grimpé à 95 000 en février 2024 en raison des déplacements massifs dus à la dégradation de la sécurité.

## Caractéristiques
Le camp de Rusayo est composé de plusieurs sites distincts, notamment Rusayo 1, 2 et le plus récent, Rusayo 3, créé pour absorber la surcharge des camps existants. En mai 2024, le site de Rusayo 3 accueille environ 100 000 personnes. Le camp est caractérisé par :
- Surpopulation extrême : Les infrastructures sont insuffisantes pour répondre aux besoins de base[3].
- Conditions sanitaires précaires : Manque d'accès à l'eau potable, infrastructures sanitaires insuffisantes (latrines, douches)[4],[5].
- Alimentation et sécurité alimentaire : La malnutrition est fréquente, en particulier chez les enfants et les femmes enceintes ou allaitantes[6],[7].

## Défis Humanitaires
1. Violences et insécurité : Le camp est situé dans une zone proche des lignes de front, ce qui expose les déplacés à des attaques directes. De nombreuses femmes sont victimes de violences sexuelles lors de la collecte de bois ou de nourriture[8],[9],[10].
2. Crise alimentaire : Les rations alimentaires sont souvent insuffisantes pour répondre aux besoins nutritionnels des déplacés. En février 2024, le Programme Alimentaire Mondial (PAM) a distribué des rations alimentaires comprenant céréales, légumineuses, huile et sel[11].
3. Accès aux soins : Bien que des organisations comme Médecins Sans Frontières (MSF) fournissent des soins médicaux et psychologiques, les besoins dépassent les capacités disponibles. MSF traite également les victimes de violences sexuelles et assure la prévention de maladies comme le choléra et la rougeole[12].